# Хумс
Хумс (араб. خمس‎, дословно — «пятая часть») — обязательный налог мусульман, составляющий одну пятую от годового дохода.

## История хумса
Хумс впервые был уплачен Абд аль-Мутталибом, а затем в Коране он был предписан в качестве обязательного в 41-м аяте суры аль-Анфаль («Добыча»). Согласно исламскому вероучению, это повеление Абд аль-Мутталиб получил от Аллаха во сне, после того, как он вновь обнаружил священный источник Замзам и нашёл рядом с ним закопанное сокровище, пятую часть стоимости которого он решил израсходовать на религиозные нужды.

## Хумс в Коране и в фикхе
В основе положения о хумсе лежит следующий аят Корана: «Знайте, что если вы захватили [на войне] добычу, то пятая часть её принадлежит Аллаху, Посланнику, [вашим бедным] родственникам, сиротам, беднякам и путникам» (8:41).
Таким образом, получателями хумса являются:
1. Аллах
2. Его Посланник
3. Близкие родственники пророка Мухаммада (Ахль аль-Байт)
4. Сироты
5. Нуждающиеся
6. Путники, не имеющие средств для возвращения домой.

В соответствии с шиитской интерпретацией данного аята, доля, причитающаяся Аллаху, идёт пророку Мухаммаду для того, чтобы он израсходовал эти средства на пути Аллаха (то есть на милостыню и полезные для уммы дела). После того, как пророк Мухаммад ушёл из жизни, первые три составляющие хумса стали предназначаться семейству Мухаммада (Ахль аль-Байт), а после ухода имама аль-Махди в Большое сокрытие — религиозным учёным, которые не имеют иных источников доходов.
Что касается трёх остальных адресатов, то учёный не имеет права присваивать себе их долю в хумсе. Эти деньги напрямую направляются нуждающимся из числа сейидов — потомков пророка Мухаммада, в то время как беднякам не из числа сейидов предназначается иной исламский налог — закят, на который не вправе претендовать уже сейиды. Такое разделение и учреждение особого налога, предназначенного сейидам, связано с тем, что на протяжении всей истории ислама потомки пророка Мухаммада подвергались преследованиям и в связи с этим часто находились в крайне бедственном финансовом положении.
Что касается закята, то, согласно шиитскому фикху, им облагаются лишь следующие категории имущества: скот (верблюды, коровы, овцы и козы), серебро, золото, финики, изюм, ячмень и пшеница. Однако считается желательным (мустахабб) выплачивать закят и с других видов собственности.
В книге «Исламское правление» лидер Исламской революции в Иране имам Хомейни пишет, что правящему законоведу (вали-е факих) следует направлять хумс на финансирование важных для исламского государства отраслей, таких как образование, наука, медицина, промышленность, теологические центры (так, благодаря взиманию налога хумс в современном Иране существуют бесплатные медицина и образование). Коль скоро шиитский законовед является носителем политической власти, под расходованием первых трёх частей хумса на пути Аллаха следует подразумевать, что эти деньги должны идти на поддержание инфраструктуры исламского государства.
Исторически, ещё до победы исламской революции, шиитские учёные часто находились в оппозиции к власти и были гораздо ближе к простому народу, а не к правителям. Хумс позволял им сохранять независимость в действиях и суждениях (фетвах).
Следует отметить, что шиитские имамы вели аскетичный образ жизни и средства, полученные за счёт хумса, тратили в основном на благо ислама и уммы.

## Правовая интерпретация коранического термина «добыча»
По мнению шиитских учёных, кораническое понятие «ганима», употребляющееся в аяте о хумсе, переводится как «добыча», то есть «определённые блага, которые приобретены в качестве богатства». Согласно хадисам от Ахл аль-Бейт, хумсом облагаются следующие категории имущества:
1. Сверхприбыль (то, что не расходуется в течение года);
2. Законный доход, перемешанный с незаконным;
3. Руды и полезные ископаемые;
4. Сокровища (камни), выловленные из моря;
5. Драгоценности;
6. Земля, которую немусульманин из числа людей договора (зиммиев) покупает у мусульманина;
7. Военные трофеи.

В то же время суннитские улемы зачастую относят положения, относящиеся к хумсу, лишь к военным трофеям. Шиитские учёные считают такую точку зрения ошибочной.

## Использованная литература
- A Shi’ite Encyclopedia, Chapter 6b // www.al-islam.org